# 天主教利貝泰堡教區
天主教利貝泰堡教區（拉丁語：Dioecesis Castelli Libertatis）是海地一個羅馬天主教教區，屬海地角總教區。
教區於1991年1月31日成立，2006年有教友331,200人，佔轄區總人口72.0%。教區下轄廿五個堂區，有卅五名司鐸。現任教區主教為馬克斯·勒魯瓦·梅西多爾。